# Cernișoara Florese, Hunedoara
Cernișoara Florese este un sat în comuna Bunila din județul Hunedoara, Transilvania, România.